# Die Themse

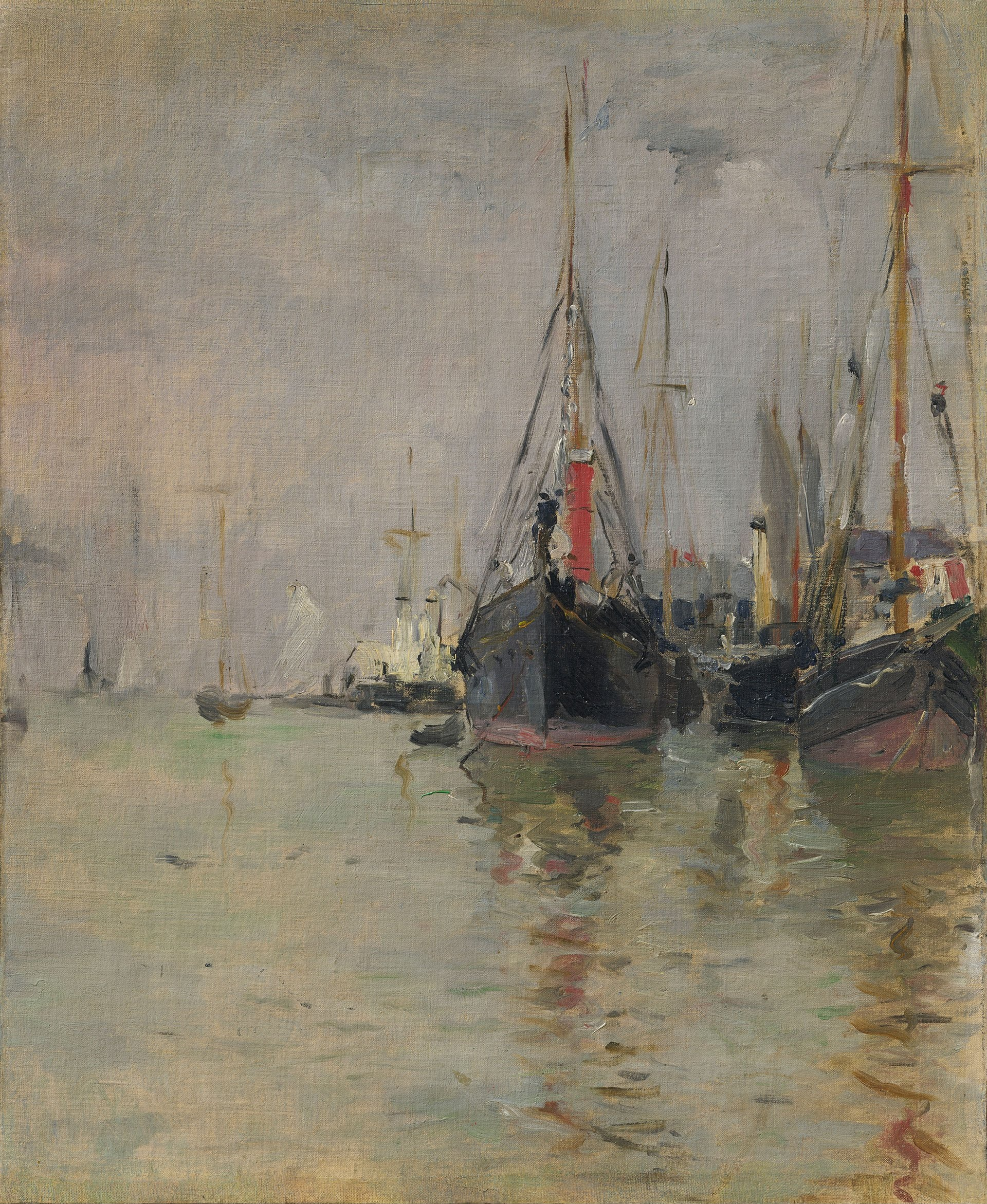
Reproduktion des Bildes „Die Themse“ vom Museum Barberini

Die Themse (französisch La Tamise) ist ein nicht signiertes Gemälde der französischen Künstlerin Berthe Morisot. Sie malte das 46 × 38 cm große Bild im Jahr 1875 in London mit Ölfarben auf Leinwand. Inspiriert wurde sie zu diesem Werk von den Bildern William Turners, die sie dort in der National Gallery besichtigt hatte. Das Bild im Stil des Impressionismus ist Teil der Sammlung Hasso Plattner und wird seit 2020 im Museum Barberini gezeigt. 2021 war es eines von drei Werken Berthe Morisots, die in deutschen Museen Teil einer Dauerausstellung sind.

## Entstehungsgeschichte
Grundsätzlich interessierten sich viele Maler und Malerinnen des Impressionismus für Turner und seiner Art, Licht, Luft und Atmosphäre einzufangen. Berthe Morisot besuchte bei einem London Aufenthalt 1875 National Gallery in London, wo sie die Malerei des 18. Jahrhunderts, aber eben auch die Werke Turners studierte. Sie ließ sich von diesen Gemälden dazu anregen, Studien der Stadt unter freiem Himmel zu versuchen. Das einzige Landschaftsgemälde, dass dabei entstand ist dieses Bild.
Weiteren Einfluss auf dieses Gemälde hatte vermutlich das Bild Impression, Sonnenaufgang von Claude Monet. Berthe Morisot hatte es im Frühjahr vor ihrer Londonreise in einer gemeinsamen Ausstellung gesehen. Auch in diesem Bild gibt es einen roten Kontrast, der allerdings von der untergehenden Sonne ausgeht.

## Motive
Das Gemälde zeigt Schiffe auf dem Fluss Themse in London. Der grau bewölkte Himmel sowie das Wasser der Themse mit Spiegelungen nehmen viel Raum ein. Prominent ist ein Schiff abgebildet, das neben Segelmast und Takelage auch über einen roten Schlot verfügt, der als Blickfang wirkt und auf einen modernen Dampfantrieb hinweist.

## Provenienz
Erste bekannte Besitzerin des Bildes ist die Nichte der Künstlerin, Paule Gobillard. Sie vererbte das Bild ihrer Schwester Jeannie, Madame Paul Valéry, die es ebenfalls durch Erbschaft in eine Privatsammlung weitergab. Im April 2002 erwarb Hasso Plattner das Bild im Kunsthandel.

## Ausstellungen
- 1950: „Berthe Morisot: An Exhibition of Paintings & Drawings“, Arts Council of Great Britain, London.
- 1990/1991: „Berthe Morisot“, JPL Fine Arts
- 1993: „Les Femmes Impressionnistes: Mary Cassatt, Eva Gonzales, Berthe Morisot“, Musée Marmottan, Paris
- 2017: „Impressionismus. Die Kunst der Landschaft“, Museum Barberini, Potsdam
- Seit 2020: „Impressionismus. Die Sammlung Hasso Plattner“, Museum Barberini, Potsdam[1]